# Sophia Gardens
Die Sophia Gardens (aus Sponsoringgründen offiziell The SSW SWALEC) ist ein Cricket-Stadion in der walisischen Stadt Cardiff, das sich im gleichnamigen Park befindet. Das Stadion dient als Heimstätte des Glamorgan County Cricket Club und ist einer von zehn aktuellen Teststadien im Vereinigten Königreich.

## Geschichte
Das Stadion war lange Jahre die Heimat der Cricket-Abteilung des Cardiff Athletic Club und nicht durchgehend durch den Glamorgan County Cricket Club genutzt. Erst 1995 übernahm Glamorgan das Stadion und schloss einen 125-jährigen Mietvertrag ab. Im Zuge dessen wurde weiter in die Infrastruktur investiert.

## Kapazität und Infrastruktur
Im Jahr 2006 wurde verkündet, das Stadion zu renovieren, um Test-Standard zu erreichen. Daraufhin wurde die Kapazität auf über 15.000 Plätze ausgebaut. Die beiden Ends heißen River Taff End und Cathedral Road End.

## Nutzung
Neben dem County Cricket finden auch internationale Begegnungen statt. Die erste war eine Partie des Cricket World Cup 1999. Seitdem fanden zahlreiche Heimspiele der englischen Nationalmannschaft statt, unter anderem seit 2009 auch Test-Spiele. Bei der ICC Champions Trophy 2013 und 2017 war das Stadion jeweils Austragungsort von Gruppenspielen und Halbfinale. Auch beim Cricket World Cup 2019 wurden hier Spiele ausgetragen.